# Isidor Gukowski
Isidor Emmanuiłowicz (Izrail Manuiłowicz) Gukowski (ros. Иси́дор Эммануи́лович (Израиль Мануйлович) Гуко́вский, ur. 1871 w Petersburgu, zm. 1921 w Tallinnie) – ludowy komisarz finansów RFSRR (1918).
Od 1898 członek SDPRR, aresztowany i skazany na 5 lat zesłania do guberni jenisejskiej, 1906−1907 przebywał na emigracji. W 1917 skarbnik Piotrogrodzkiego Komitetu SDPRR(b), od 1917 do marca 1918 towarzysz ludowego komisarza finansów Rosyjskiej Republiki Radzieckiej/Rosyjskiej FSRR, od 9 marca do 16 sierpnia 1918 ludowy komisarz finansów RFSRR, 1918-1919 członek Kolegium Ludowego Komisariatu Kontroli Państwowej RFSRR. W 1920 przedstawiciel handlowy RFSRR w Estonii, od 11 lutego 1920 ambasador RFSRR w Estonii.